# X Games Norway 2019
X Games Norway 2019 er et ekstremsportsevent afholdt 31. august 2019 i Fornebu, Bærum, Norge. Dette var fjerde gang X Games blev afholdt i Norge og tredje gang i Oslo-området.
Der blev konkurreret i tre discipliner (Ski Big Air, Snowboard Big Air og Skateboard Street) hos både mænd og kvinder. Desuden blev der konkurreret i yderligere tre discipliner (Moto X High Air, Moto X Best Trick og Moto X Best Whip) for mænd. Alle discipliner blev afviklet i Telenor Arena i Bærum.

## Program
| Kl.   | Disciplin                           |
| ----- | ----------------------------------- |
| 12.30 | Skateboard Street, nordisk kval (m) |
| 13.00 | Snowboard Big Air, kval (m)         |
| 13.30 | Skateboard Street, kval (m)         |
| 14.15 | Ski Big Air, kval (m)               |
| 15.00 | Moto X Best Trick, finale           |
| 15.45 | Snowboard Big Air, finale (k)       |
| 16.30 | Skateboard Street, finale (k)       |
| 17.30 | Ski Big Air, finale (k)             |
| 18.15 | Moto X Best Whip, finale            |
| 18.45 | Snowboard Big Air, finale (m)       |
| 19.30 | Skateboard Street, finale (m)       |
| 20.30 | Ski Big Air, finale (m)             |
| 21.15 | Moto X High Air, finale             |

Alle tider er i CET.

## Resultater

### Ski Big Air
|         | Guld        | Guld  | Sølv           | Sølv  | Bronze           | Bronze |
| ------- | ----------- | ----- | -------------- | ----- | ---------------- | ------ |
| Mænd    | Alex Hall   | 88,66 | Henrik Harlaut | 83,00 | Alex B.-Marchand | 79,66  |
| Kvinder | Tess Ledeux | 82,66 | Giulia Tanno   | 74,99 | Mathilde Gremaud | 64,66  |

### Snowboard Big Air
|         | Guld        | Guld  | Sølv          | Sølv  | Bronze       | Bronze |
| ------- | ----------- | ----- | ------------- | ----- | ------------ | ------ |
| Mænd    | Max Parrot  | 91,00 | Sven Thorgren | 88,33 | Yuki Kadono  | 84,66  |
| Kvinder | Anna Gasser | 86,99 | Kokomo Murase | 77,66 | Julia Marino | 74,66  |

### Skateboard Street
|         | Guld           | Guld  | Sølv          | Sølv  | Bronze         | Bronze |
| ------- | -------------- | ----- | ------------- | ----- | -------------- | ------ |
| Mænd    | Ishod Wair     | 82,00 | Luan Oliveira | 80,00 | Kelvin Hoefler | 79,00  |
| Kvinder | Aori Nishimura | 56,33 | Pamela Rosa   | 55,00 | Mariah Duran   | 52,33  |

### Moto X
|            | Guld           | Guld          | Sølv           | Sølv           | Bronze        | Bronze        |
| ---------- | -------------- | ------------- | -------------- | -------------- | ------------- | ------------- |
| Best Trick | Jackson Strong | 96,00         | Rob Adelberg   | 94,00          | Josh Sheehan  | 93,33         |
| Best Whip  | Jarryd McNeil  | Jarryd McNeil | Genki Watanabe | Genki Watanabe | Tyler Bereman | Tyler Bereman |
| High Air   | Corey Creed    | 12,39 m       | Axell Hodges   | 11,93 m        | Tyler Bereman | 10,88 m       |